# Marcelle Drutel
Marcelle Drutel (* 24. Mai 1897 in Marseille; † 30. Dezember 1985 in Toulon) war eine französische Schriftstellerin okzitanischer Sprache.

## Leben und Werk
Marcelle Drutel besuchte das Lycée Montgrand in Marseille und absolvierte dann ein Studium der Literatur an der Faculté des Lettres in Aix-en-Provence. Sie lehrte als Gymnasiallehrerin in Cannes, Sisteron und ab 1919 bis zu ihrer Pensionierung in Aix-en-Provence, wo sie provenzalisches Okzitanisch an der Pädagogischen Hochschule unterrichtete. Ihr Engagement brachte ihr 1950 den Sitz Cigalo du Jardin als Majoral (Akademiemitglied) des Félibrige ein.
Ihre Dichtung über das Verlangen (Désirs/Desiranço), die sie 1933 in Verehrung für Théodore Aubanel unter dem Pseudonym L’Aubanelenco vorlegte, erregte Aufsehen.
Marcelle Drutel verbrachte ihren Ruhestand in Cuers. Sie starb 1985 im Alter von 88 Jahren. In Cuers und Le Beausset sind Straßen nach ihr benannt. In Aix-en-Provence trägt seit 1995 ein Brunnen ihren Namen.

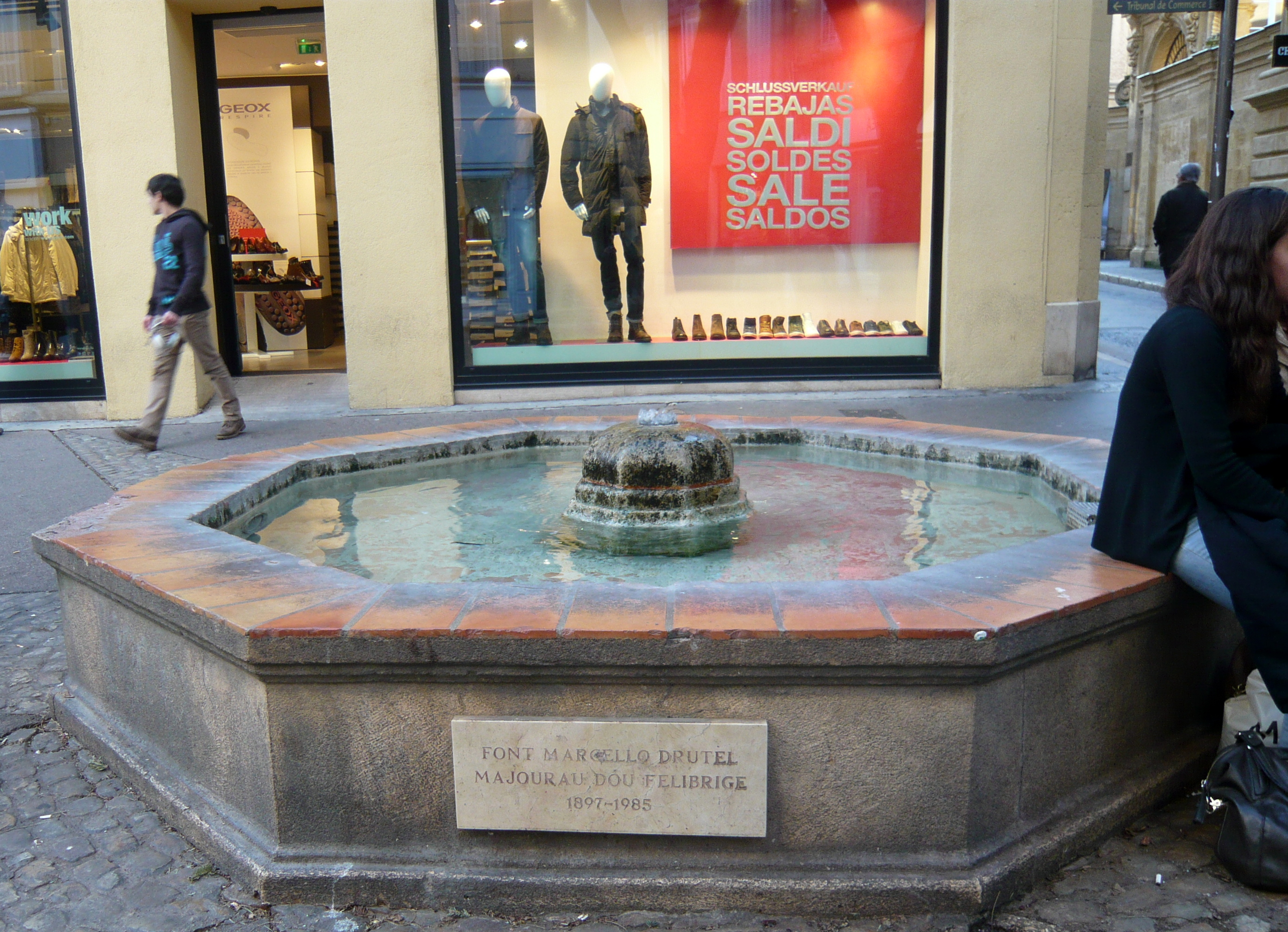
Brunnen in Aix-en-Provence (mit Gedenktafel)

## Werke (Auswahl)
- Les Désirs, poèmes. Li Desiranço, pouèmo. Montpellier 1933. (unter dem Pseudonym L'Aubanelenco)
- De soleils en clairs de lune, poèmes. De soulèu emai de luno, pouèmo. Nîmes 1965. Cuers (Lou Paredoun) 1965. (unter dem Pseudonym L'Aubanelenco)
- Les Monts-joie, poèmes. Li Mount-joio, pouèmo. Mistral, Cavaillon 1967. (zweisprachig)
- Plaintes et sirventes, poèmes, 1933–1967. Plang e sirventés, pouèmo, 1933–1967. Cavaillon 1969. Lou Paredoun, Cuers 1969. (unter dem Pseudonym L'Aubanelenco)
- Jóusè d'Arbaud, 1874–1950. La France latine, Paris 1971.
- Nos instruments provencaux. Introduction théorique à une méthode de Galoubet-Tambourin. Nizza 1976.
- Bràvi gènt, bràvi bèstio. Conte. Éditions du Centre, Aurillac 1978. (zweisprachig)
- Vido vidanto. Riboun ribagno. Conte. Au fil des jours. Bon gré, mal gré. Contes.